# Tiumeń
Tiumeń (ros. Tюмeнь; сиб.татар. Цимке-тора) – miasto obwodowe w Rosji, port nad Turą (dorzecze Obu). Ośrodek przemysłu stoczniowego, maszynowego, metalowego, elektrotechnicznego, drzewnego, chemicznego, włókienniczego i skórzano-obuwniczego.

## Populacja
- 2018 – 768,3 tys. mieszkańców
- 2020 – 807,4 tys. mieszkańców[3]

## Historia
Tiumeń została założona w 1586 roku na miejscu tatarskiego miasta Czyngis-Tura jako pierwsze rosyjskie miasto na Syberii. W mieście działają Tiumeńska Wyższa Szkoła Dowódcza Inżynierii Wojskowej i Tiumeński Państwowy Uniwersytet Medyczny.
W 2022 r. Ministerstwo Budownictwa opublikowało zaktualizowaną ocenę nowego wskaźnika cyfryzacji miast. Tiumeń wszedł do pierwszej trójki miast z populacją od 250 tysięcy do miliona osób

## Transport
W mieście znajduje się stacja kolejowa Tiumeń oraz port lotniczy Tiumeń.

## Sport
- Rubin Tiumeń – klub hokejowy
- FK Tiumeń – klub piłkarski
- Tiumeń – klub piłki siatkowej kobiet

## Miasta partnerskie
- Kowno, Litwa
- Daqing, Chińska Republika Ludowa
- Celle, Niemcy
- Houston, Stany Zjednoczone
- Brześć, Białoruś

## Galeria

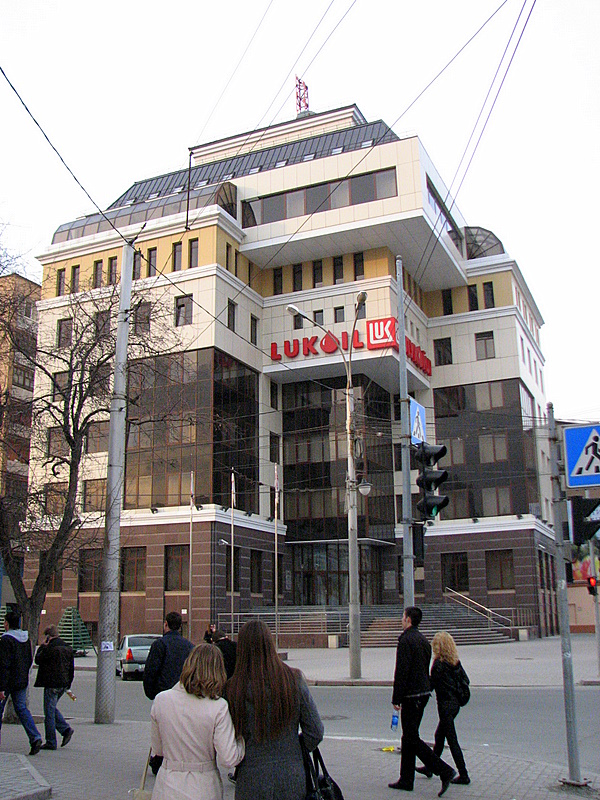
Biuro Lukojla
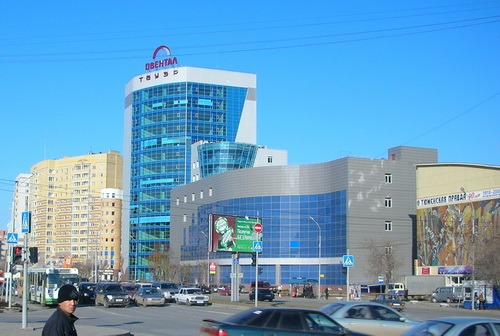
Budynek Ovental Tower
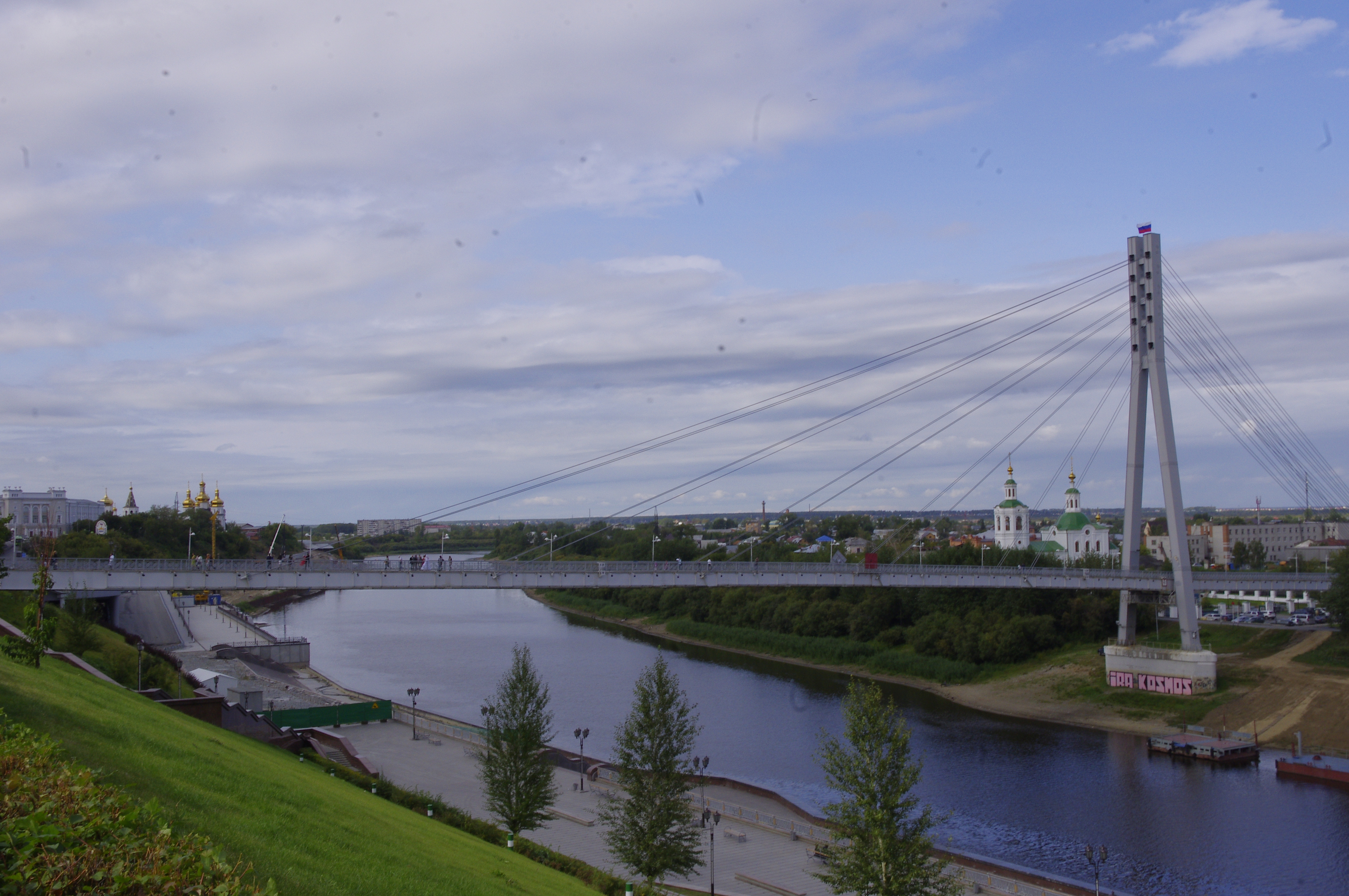
Most nad rzeką Turą
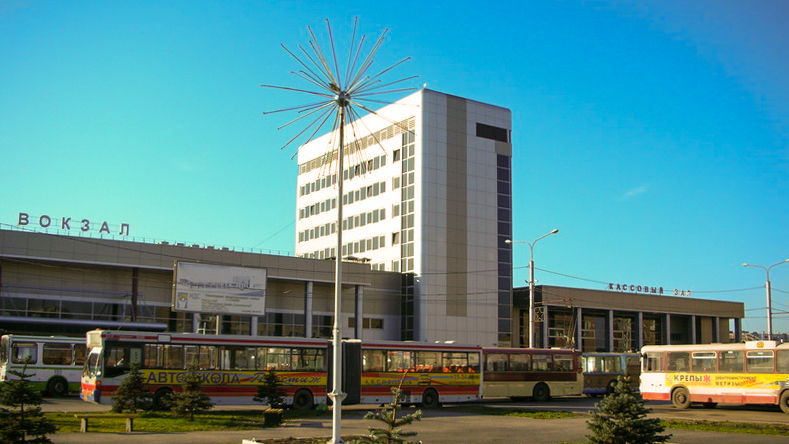
Stacja kolejowa
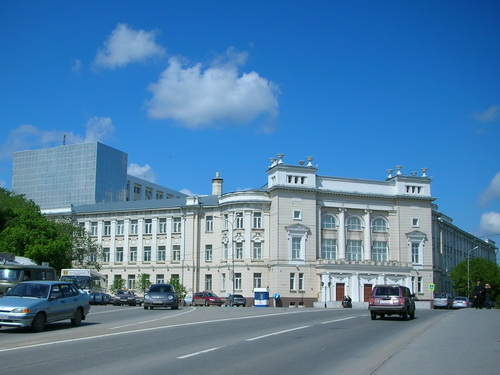
Tiumeński Uniwersytet Architektury
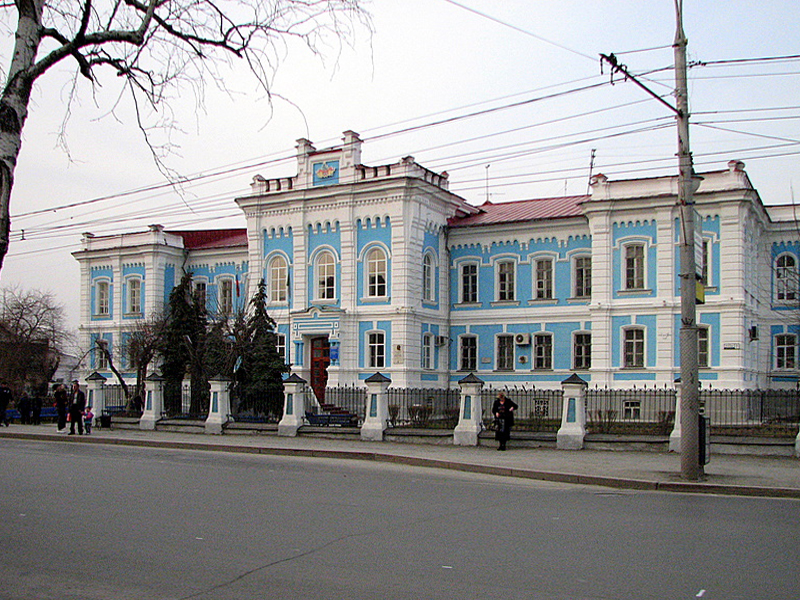
Akademia Wiejsko-Gospodarcza
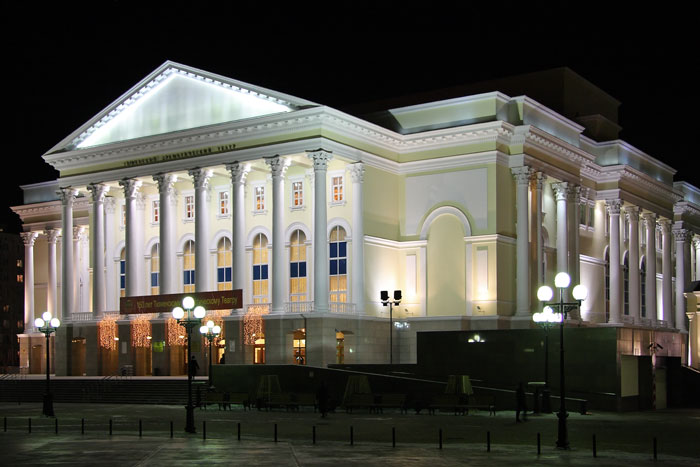
Teatr miejski
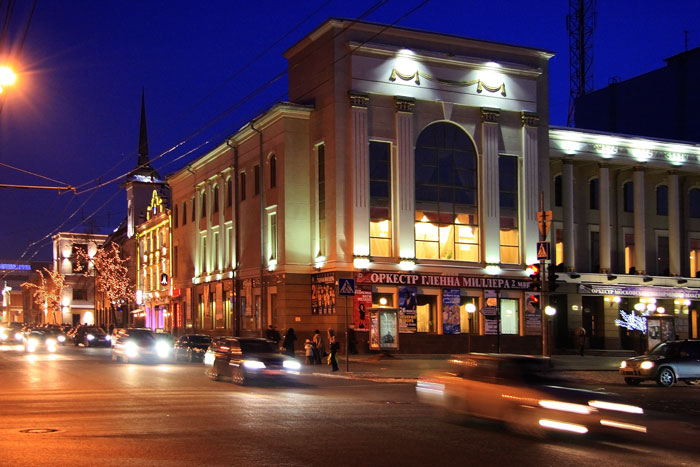
Filharmonia
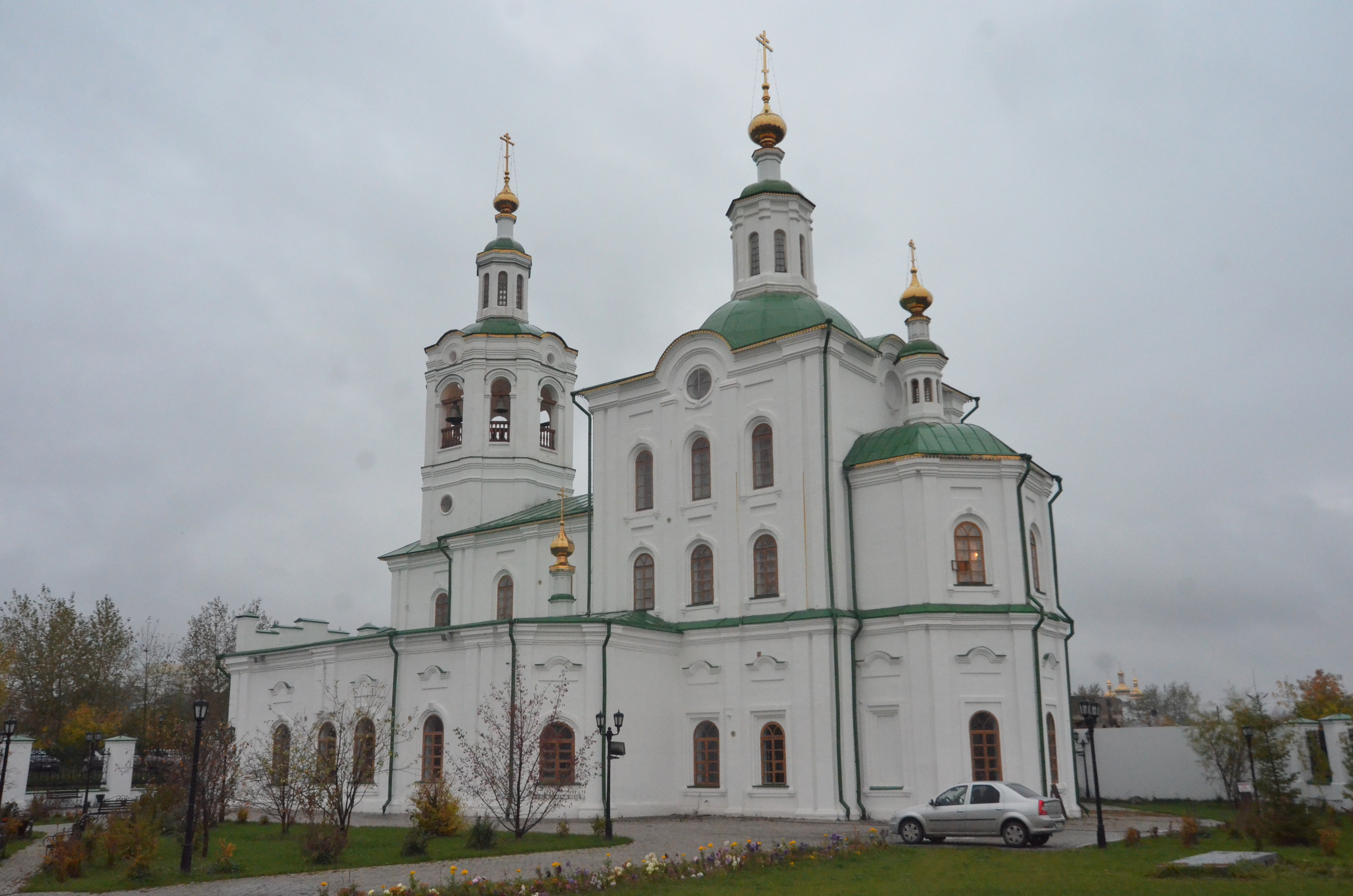
Cerkiew Wniebowstąpienia Pańskiego i św. Jerzego Zwycięzcy
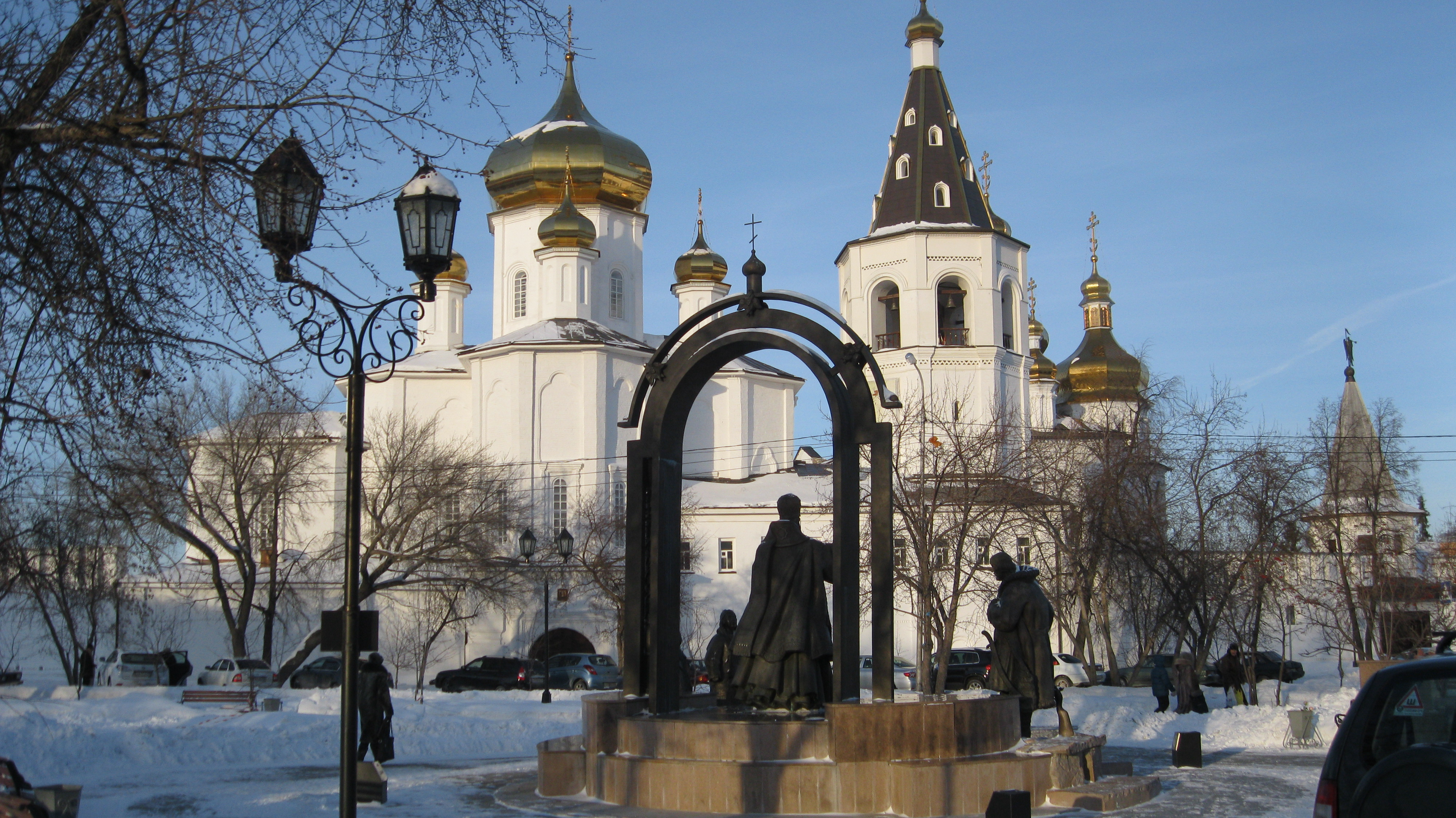
Monaster Św. Trójcy wraz z cerkwią św. Piotra i św. Pawła